# Walter Goverde
Walter Goverde, schrijverspseudoniem Walter Lucius, (Den Helder, 1954 – Baarn, 22 juli 2021), was een Nederlandse auteur, scenarist, regisseur en producent.
Na een dramaopleiding in Arnhem richtte hij zijn eigen toneelgezelschap op en volgde een opleiding aan de Hilversumse Media Academie. Als scenarist en regisseur werkte hij voor theatergroep Affect, Het Zuidelijk Toneel en de Blauwe Maandag Compagnie. Voor zijn dramaserie De Sprookjeskast kreeg hij in Lausanne de internationale vakjuryprijs. Als televisieregisseur en scenarist werkte hij voor Ik Mik Loreland en de series Knoop in je Zakdoek en Het Klokhuis. Met zijn productiehuis Odyssee maakte hij onder andere de inburgeringsfilm Naar Nederland. Eind 2007 maakte hij voor Teleac met Lenette van Dongen negen interview-uitzendingen met en voor mensen met een verstandelijke beperking.

## Auteur
Onder de naam Walter Lucius schreef hij zijn thrillerdebuut De vlinder en de storm. Het zou het eerste deel worden van de Hartland-trilogie. Centraal in de boeken staan de belevenissen van twee onderzoeksjournalisten: de van oorsprong Afghaanse Farah Hafez en de Nederlands-Amerikaanse Paul Chapelle. In de thrillers zijn meerdere verhaallijnen en maatschappelijke thema’s als asielbeleid en integratie verwerkt. 
Met dit debuut De vlinder en de storm won Lucius in 2013 de Schaduwprijs. Sinds 2012 was Lucius fulltime schrijver.
In De vlinder en de storm wordt een Afghaans misbruikt jongetje gevonden in het Amsterdamse Bos. Er blijkt een wereld van kindersmokkel en machtsmisbruik schuil te gaan. Journalisten Farah Hafez en Paul Chapelle krijgen te maken met Farah de roddelpers en de invloed van het Nederlandse bedrijfsleven.
In 2016 verscheen zijn nieuwe thriller Schaduwvechters. In dit tweede deel van de Hartland-trilogie komen Farah Hafez en Paul Chapelle terecht in de wereld van kindersmokkel en machtsmisbruik. Bij hun onderzoek raken ze verstrikt in een internationaal crimineel netwerk en een levensgevaarlijk politiek spel rondom de Russische gasleveranties. Bij het netwerk is ook een hooggeplaatst Nederlands politicus betrokken.